# Aartsbisdom Palermo
Het aartsbisdom Palermo (Latijn: Archidioecesis Panormitana; Italiaans: Arcidiocesi di Palermo) is een metropolitaan aartsbisdom van de Rooms-Katholieke Kerk op het  Italiaanse eiland Sicilië. De zetel van het aartsbisdom is in Palermo. De aartsbisschop van Palermo is metropoliet van de kerkprovincie Palermo waartoe ook de volgende suffragane bisdommen behoren:
- Aartsbisdom Monreale
- Bisdom Cefalù
- Bisdom Mazara del Vallo
- Bisdom Trapani

## Geschiedenis
De historie van het bisdom Palermo gaat terug tot de 1e eeuw na Christus. In de catacomben aan de Porta Ossuna in Palermo zijn vroegchristelijke aanwijzingen gevonden.
Palermo was het enige bisdom op Sicilië dat de periode van Aghlabidische overheersing wist te weerstaan. De kathedraal van Palermo werd door de Arabieren wel omgebouwd tot moskee, maar de Griekse aartsbisschop Nicodemus week uit naar de San Ciriaco-kerk. Na de verovering van Sicilië door de Normandiërs kon de kathedraal in 1072 weer opnieuw in gebruik worden genomen. In 1083 werd in het tot dan toe Byzantijnse bisdom de Latijnse bisschop Alcherius aangesteld. In 1131 werd Palermo door tegenpaus Anacletus II tot metropolitaan aartsbisdom verheven. Deze verheffing werd echter door paus Innocentius II niet erkend. In 1156 kende paus Adrianus IV alsnog Agrigento, Mazara en Malta als suffragane bisdommen aan Palermo toe.
Omdat de aartsbisschop van Palermo een zekere onafhankelijkheid genoot, stichtte koning Willem II van Sicilië (een gunsteling van paus Lucius III), om politiek tegenwicht te bieden, in 1176 het aartsbisdom Monreale. Dit lag praktisch voor de poorten van Palermo.
Het grondgebied van het aartsbisdom was niet bijzonder groot. In de 19e eeuw werd nog een deel van het bisdom Agrigento toegevoegd. In 1937 traden de Byzantijnse parochie San Nicolò dei Greci en een aantal gemeenten rond de nieuw opgerichte Italo-Grieks-katholieke eparchie Piana degli Albanesi uit.

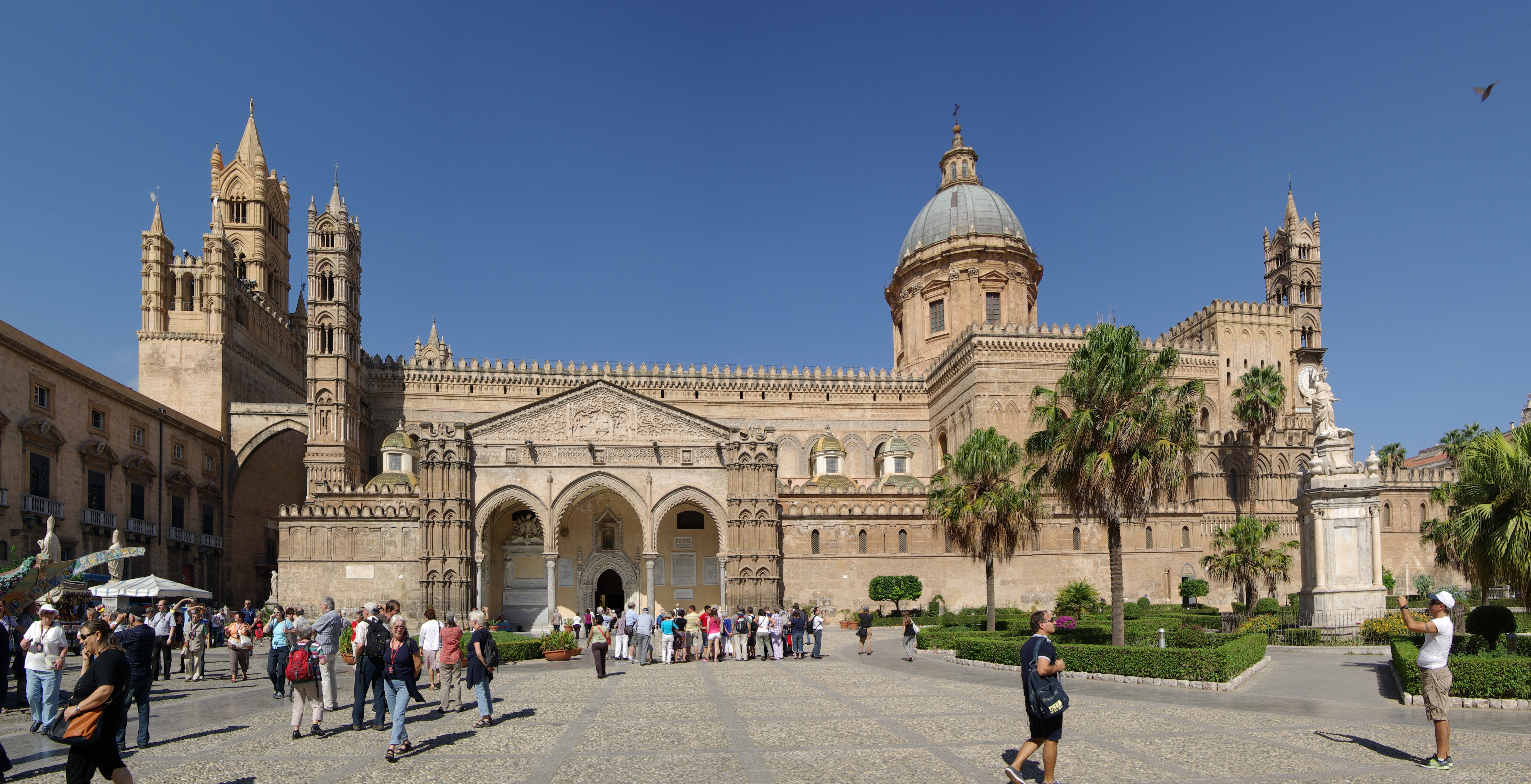
Kathedraal van Palermo
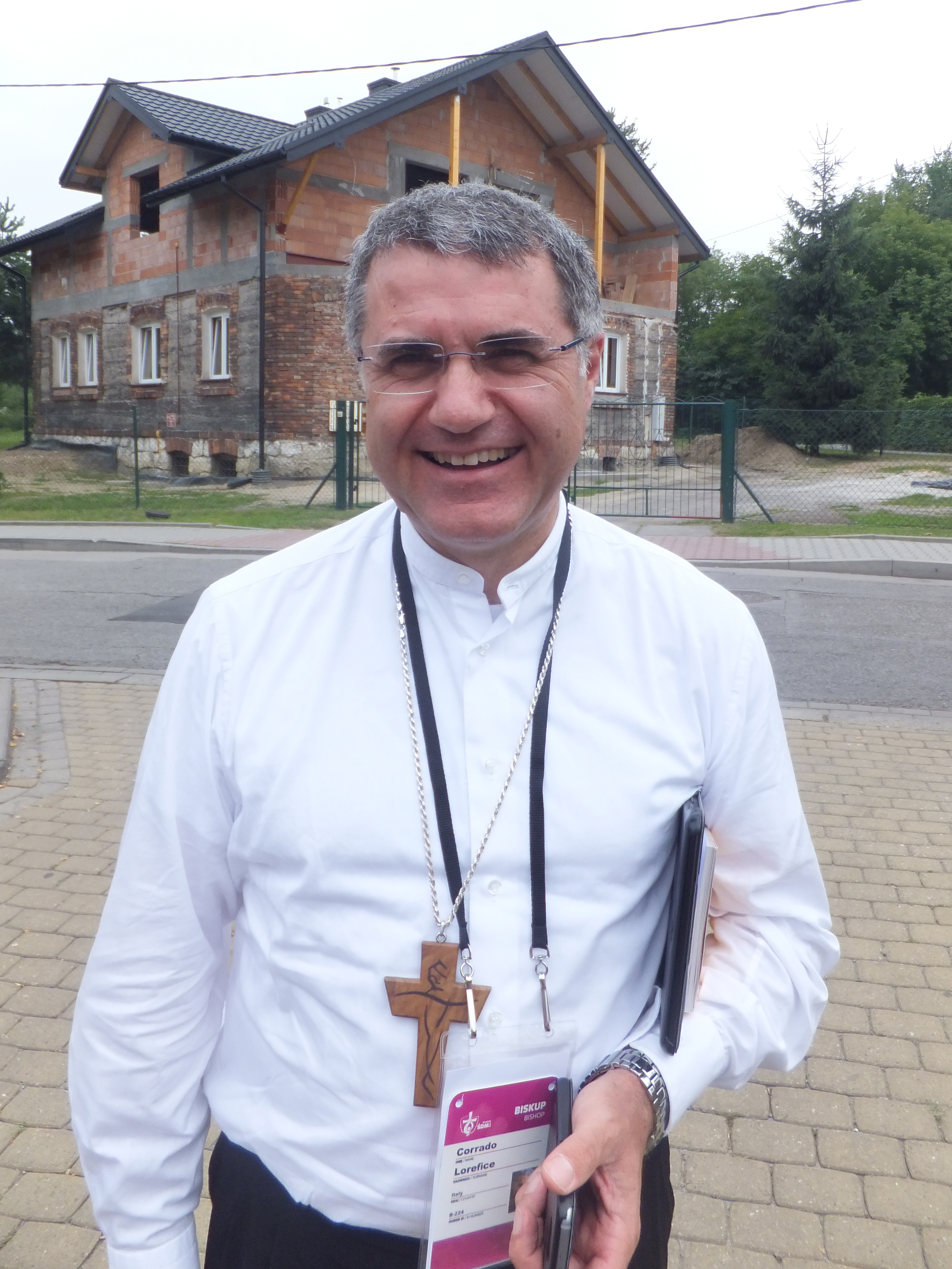
Aartsbisschop Corrado Lorefice